# Myjailo Romanchuk
Myjailo Myjáilovych Romanchuk (en ucraniano: Михайло Михайлович Романчук; Rivne, 7 de agosto de 1996) es un deportista ucraniano que compite en natación, en las modalidades de piscina y aguas abiertas, especialista en el estilo libre.

## Trayectoria
Participó en tres Juegos Olímpicos de Verano, entre los años 2016 y 2024, obteniendo dos medallas en Tokio 2020, plata en 1500 m libre y bronce en 800 m libre.
Ganó cuatro medallas en el Campeonato Mundial de Natación entre los años 2017 y 2022, y dos medallas en el Campeonato Mundial de Natación en Piscina Corta, en los años 2018 y 2021.
Además, obtuvo diez medallas en el Campeonato Europeo de Natación entre los años 2016 y 2024, y tres medallas en el Campeonato Europeo de Natación en Piscina Corta, en los años 2017 y 2023.
Fue el abanderado de Ucrania en la ceremonia de apertura de los Juegos Olímpicos de París 2024 junto con la tenista Elina Svitolina.
En 2019 fue condecorado con la Orden al Mérito de tercer grado. Estudió Ciencias de la Salud en la Universidad Estatal de Humanidades de Rivne. Está casado con la atleta Maryna Bej-Romanchuk.

## Palmarés internacional
| Juegos Olímpicos                    | Juegos Olímpicos        | Juegos Olímpicos  | Juegos Olímpicos |
| Año                                 | Lugar                   | Medalla           | Prueba           |
| ----------------------------------- | ----------------------- | ----------------- | ---------------- |
| 2020                                | Tokio (Japón)           | Medalla de plata  | 1500 m libre     |
| 2020                                | Tokio (Japón)           | Medalla de bronce | 800 m libre      |
| Campeonato Mundial                  |                         |                   |                  |
| Año                                 | Lugar                   | Medalla           | Prueba           |
| 2017                                | Budapest (Hungría)      | Medalla de plata  | 1500 m libre     |
| 2019                                | Gwangju (Corea del Sur) | Medalla de plata  | 1500 m libre     |
| 2022                                | Budapest (Hungría)      | Medalla de bronce | 800 m libre      |
| Campeonato Mundial en Piscina Corta |                         |                   |                  |
| Año                                 | Lugar                   | Medalla           | Prueba           |
| 2018                                | Hangzhou (China)        | Medalla de oro    | 1500 m libre     |
| 2021                                | Abu Dabi (EAU)          | Medalla de bronce | 1500 m libre     |
| Campeonato Europeo                  |                         |                   |                  |
| Año                                 | Lugar                   | Medalla           | Prueba           |
| 2016                                | Londres (Reino Unido)   | Medalla de bronce | 800 m libre      |
| 2016                                | Londres (Reino Unido)   | Medalla de bronce | 1500 m libre     |
| 2018                                | Glasgow (Reino Unido)   | Medalla de oro    | 400 m libre      |
| 2018                                | Glasgow (Reino Unido)   | Medalla de oro    | 800 m libre      |
| 2018                                | Glasgow (Reino Unido)   | Medalla de plata  | 1500 m libre     |
| 2021                                | Budapest (Hungría)      | Medalla de oro    | 800 m libre      |
| 2021                                | Budapest (Hungría)      | Medalla de oro    | 1500 m libre     |
| 2022                                | Roma (Italia)           | Medalla de oro    | 1500 m libre     |
| 2024                                | Belgrado (Serbia)       | Medalla de oro    | 800 m libre      |
| 2024                                | Belgrado (Serbia)       | Medalla de plata  | 1500 m libre     |
| Campeonato Europeo en Piscina Corta |                         |                   |                  |
| Año                                 | Lugar                   | Medalla           | Prueba           |
| 2017                                | Copenhague (Dinamarca)  | Medalla de oro    | 1500 m libre     |
| 2023                                | Otopeni (Rumania)       | Medalla de bronce | 800 m libre      |
| 2023                                | Otopeni (Rumania)       | Medalla de bronce | 1500 m libre     |

| Campeonato Mundial | Campeonato Mundial | Campeonato Mundial | Campeonato Mundial |
| Año                | Lugar              | Medalla            | Prueba             |
| ------------------ | ------------------ | ------------------ | ------------------ |
| 2022               | Budapest (Hungría) | Medalla de bronce  | 5 km               |